# Квашнино (Московская область)
Квашнино — деревня в Московской области России. Входит в городской округ Солнечногорск. Население — 0 чел. (2010).

## География
Деревня расположена на северо-западе Московской области, в северо-западной части округа, примерно в 5 км к западу от центра города Солнечногорска. К деревне приписано садоводческое товарищество. Ближайшие населённые пункты — деревни Ожогино, Стрелино и Субботино.

## Население
| 1852 | 1859 | 1890 | 1899 | 1926 | 1932 | 1966 |
| ---- | ---- | ---- | ---- | ---- | ---- | ---- |
| 105  | ↘54  | ↗110 | ↘85  | ↗140 | ↗162 | ↘53  |
| 1998 | 2002 | 2010 |      |      |      |      |
| ↘1   | ↗2   | ↘0   |      |      |      |      |

## История
В середине XIX века сельцо Квашнино 1-го стана Клинского уезда Московской губернии принадлежала статскому советнику Ивану Фёдоровичу Гильдебранту и коллежскому асессору Александре Александровне Абузовой, а с ним 24 двора, крестьян 61 душа мужского пола и 44 души женского пола.
В «Списке населённых мест» 1862 года — владельческая деревня Клинского уезда по правую сторону Санкт-Петербурго-Московского шоссе, в 19 верстах от уездного города и 6 верстах от становой квартиры, при колодцах, с 9 дворами и 54 жителями (25 мужчин, 29 женщин).
По данным на 1899 год — деревня Солнечногорской волости Клинского уезда с 85 душами населения.
В 1913 году — 19 дворов, земское училище и усадьба Подмаревых.
По материалам Всесоюзной переписи населения 1926 года — деревня Субботинского сельсовета Солнечногорской волости Клинского уезда в 4,3 км от Пятницкого шоссе и 4,3 км от станции Подсолнечная Октябрьской железной дороги, проживало 140 жителей (59 мужчин, 81 женщина), насчитывалось 23 хозяйства, среди которых 22 крестьянских.
С 1929 года — населённый пункт в составе Солнечногорского района Московского округа Московской области. Постановлением ЦИК и СНК от 23 июля 1930 года округа как административно-территориальные единицы были ликвидированы.
С 1994 до 2006 гг. деревня входила в Обуховский сельский округ Солнечногорского района.
С 2005 до 2019 гг. деревня включалась в Кривцовское сельское поселение Солнечногорского муниципального района.
С 2019 года деревня входит в городской округ Солнечногорск, в рамках администрации которого относится с территориальному управлению Кривцовское.